# Ľubomír Luhový
Ľubomír Luhový, slovaški nogometaš, * 31. marec 1967.
Za češkoslovaško reprezentanco je odigral dve uradni tekmi, za slovaško reprezentanco je odigral 9 uradnih tekem.